# Le Matin d'Algérie
Le Matin d'Algérie est un journal électronique quotidien algérien francophone en ligne qui se veut le successeur du journal papier, Le Matin fermé par les autorités algériennes en juillet 2004,. Ses initiateurs, veulent poursuivre la voie tracée par le quotidien Le Matin arbitrairement suspendu depuis juillet 2004, peut-on lire dans la présentation du site web du journal.
Le Matin était considéré comme un journal d'opposition,. De même, certains articles du journal Le Matin d'Algérie sont critiques à l'égard du gouvernement,. Le site web a été bloqué par les autorités algériennes en mai 2020. L'ONG Reporters sans Frontières (RSF) demande aux autorités algériennes de « cesser de harceler les médias en ligne qui leur déplaisent et de permettre aux Algériens d’accéder de nouveau à ce site d’information indépendant »»,.